# Rafael Ulled i Altemir
Rafael Ulled i Altemir (Sariñena, 1885 - Barcelona, 1937) fou un advocat i polític català d'origen aragonès.

## Biografia
Era fill d'Antonio Ulled Ballarín, agent de negocis, soci de la Casa de la Democracia Aragonesa i regidor a l'Ajuntament de Barcelona en 1909 pel Partit Republicà Radical.
Es llicencià en dret a la Universitat de Barcelona i juntament amb el seu germà Josep fou dirigent de les Joventuts del Partit Republicà Radical d'Alejandro Lerroux. Durant l'estiu de 1909 va participar en els fets de la Setmana Tràgica, fou un dels instigadors de la crema de convents i intentà que l'ajuntament de Barcelona proclamés la república. Després va fugir a França amb el seu germà i tornà poc després per a actuar com a advocat defensor de molts dels detinguts pels fets; també actuà com a enllaç del seu partit amb oficials de l'Exèrcit espanyol.
Fou president de la Federació de Joventuts Radicals de Catalunya i Illes Balears, en 1911 fou diputat provincial i el 1915 regidor de l'ajuntament de Barcelona pel districte 2, destacant-se per les seves campanyes contra la Mancomunitat de Catalunya. El 1928 també fou president del Centre Aragonès de Barcelona.
A les eleccions generals espanyoles de 1931 fou elegit diputat per la província d'Osca i Lerroux el nomenà vocal del partit al Congrés dels Diputats. Durant el bienni negre (1933-1935) fou director general de treball i president de la Confederació Hidrogràfica dels Pirineus Orientals. Quan esclatà el cop d'estat del 18 de juliol del 1936 fou detingut i confinat al vaixell-presó Uruguay. El 1937 fou tret del vaixell per elements anarquistes i l'afusellaren.